# Municipio di San Sebastián
Il municipio di San Sebastián (in spagnolo: Casa consistorial de San Sebastián; in basco: Donostiako udaletxea; un tempo: Gran Casinò di San Sebastián) è uno storico edificio in stile eclettico della città spagnola di San Sebastián, nei Paesi Baschi (Spagna nord-orientale), costruito tra il 1882 e il 1887 su progetto degli Adolfo Morales de los Ríos e Luis Aladrén Mendivil.  Tra il 1887 e il 1924, fu sede del casinò.

## Storia
La costruzione di un casinò a San Sebastián fu sostenuta da 300 cittadini, che nel 1881 investirono nel progetto 1 milione di pesetas.
Una volta raccolta la somma necessaria, l'anno seguente fu indetto un concorso tra architetti, che fu vinto dai giovani Adolfo Morales de los Ríos e Luis Aladrén Mendivil.
Il palazzo venne inaugurato come sede del Gran Casinò di San Sebastián il 1º luglio 1887. La data coincideva con l'arrivo in città della regina Maria Cristina, giunta a San Sebastián per la sua prima vacanza estiva nell'esclusiva località sul Golfo di Biscaglia.
Nel corso degli anni, si intrattenevano nelle sale del casinò figure di spicco della società spagnola, quali politici, scrittori e artisti e nel palazzo avevano luogo feste, balli e concerti.
|  |

Nel 1924, il palazzo perse la sua funzione originaria: con l'avvento al governo di José Antonio Primo de Rivera in seguito ad un golpe, infatti, il gioco d'azzardo venne dichiarato illegale e tutti i casinò spagnoli furono chiusi.
Quattordici anno dopo, in un periodo in cui la Spagna era martoriata dalla guerra civile, i proprietari del casinò cedettero l'edificio al comune per la somma di 100.000 pesetas.
In seguito, fu affidato all'architetto Luis Jesús Arizmendi un progetto di riconversione dell'edificio e il 20 gennaio 1947 venne trasferita nel palazzo la sede del comune, precedentemente ubicata in un palazzo in Plaza de la Constitución.

## Architettura

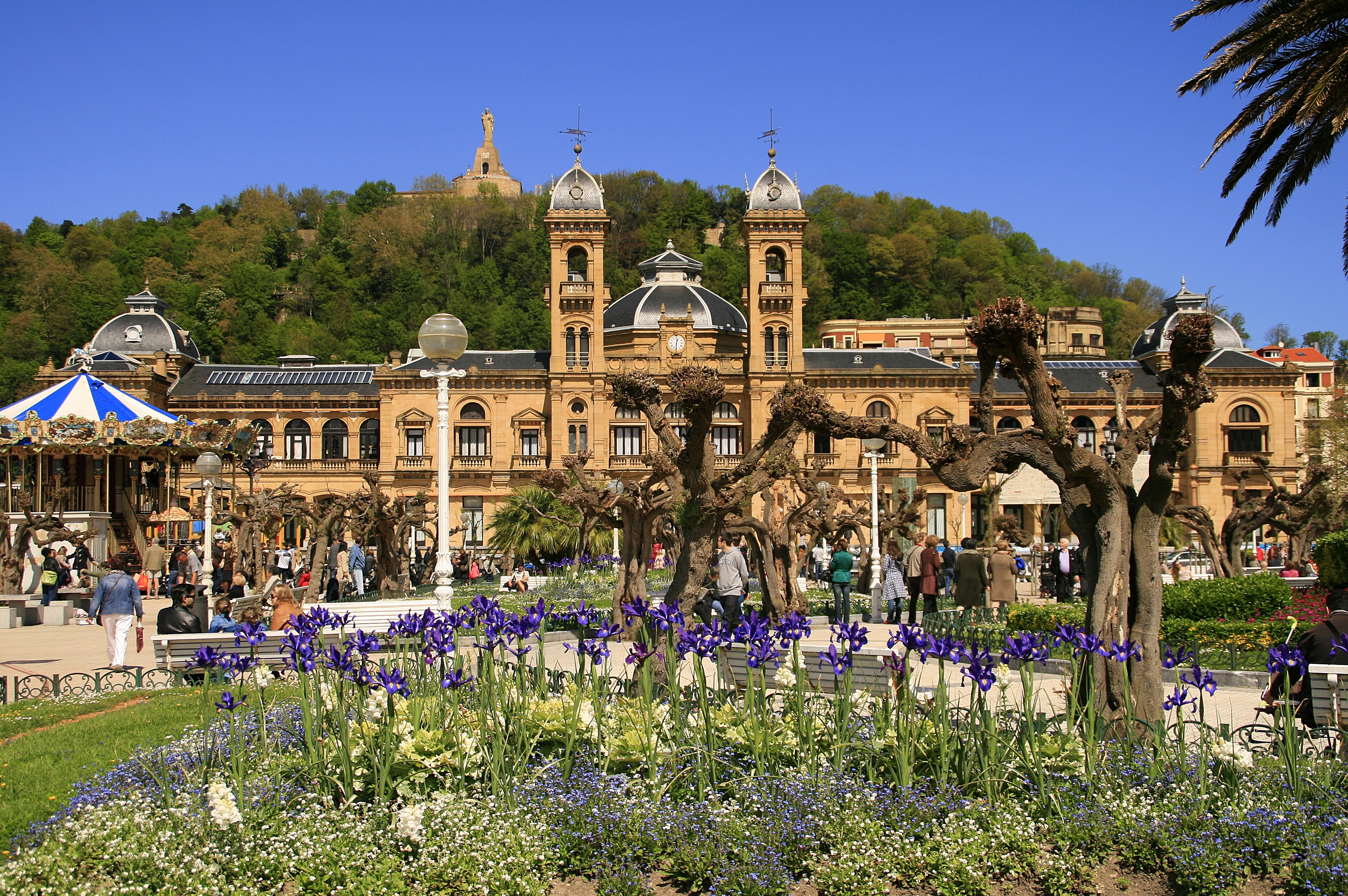
La facciata principale del municipio di San Sebastián

Il palazzo si affaccia sull'Alameda del Boulevard, a sud di Plaza de la Constitución.
Un tempo, la sala inferiore ospitava un ristorante, un caffè e una sala di lettura. Le sale da gioco trovavano invece posto nella sala superiore.